# Lutzsimulium pernigrum
Lutzsimulium pernigrum är en tvåvingeart som först beskrevs av Lutz 1910.  Lutzsimulium pernigrum ingår i släktet Lutzsimulium och familjen knott. Inga underarter finns listade i Catalogue of Life.